# The Trashmen
The Trashmen — сёрф-рок-группа, основанная в Миннеаполисе в 1962 году. В состав группы вошли Tony Andreason (соло-гитара, вокал), Dal Winslow (гитара, вокал), Стив Уорер (ударные, вокал) и Bob Reed (бас-гитара). Группа играла сёрф-рок, который включал многие элементы гараж-рока.

## «Surfin' Bird»
В 1963 году барабанщику группы Стиву Уореру пришла в голову идея объединить в одну композицию две песни местной группы «The Rivingtons». Одна называлась «The Bird’s the Word», а другая «Pa Pa Oom Mow Mow». Получился главный хит The Trashmen — «Surfin' Bird», который достиг четвёртого места в Billboard Hot 100 к концу 1963 года. Впоследствии песня много раз записывалась другими исполнителями, включая Ramones, The Cramps, Silverchair, Pee-Wee Herman, Equipe 84, и даже трэш-метал группа Sodom. Она использовалась в нескольких фильмах и телешоу, таких как Цельнометаллическая оболочка Стэнли Кубрика и Pink Flamingos Джона Уотерса. Композиция стала саундтреком в компьютерной игре Battlefield Vietnam. Помешательство на «Surfin' Bird» стало темой серии I Dream of Jesus сериала Гриффины, что стало причиной появления песни на 8 месте «Top 10 Rock songs chart» на iTunes и 50 место UK Singles Chart в 2009 году.

## После «Surfin' Bird»
Песни The Trashmen стали появляться в чартах. В 1964, «Bird Dance Beat» занял 30 позицию Billboard в США, на 10 место в Канаде, и стал суперхитом в Бразилии.
Несмотря на популярность и востребованность, группа распалась в конце 1967 года. Она была возрождена в середине восьмидесятых и гастролировала некоторое время вплоть до 1989 года, когда умер Стив Уорер. В 1999 The Trashmen играли в Лас-Вегасе. После этого они выступали с концертами: в Чикаго (июль 2007), Испании (сентябрь 2007), Чикаго (ноябрь 2007), в Висконсине, и Кливленде (март 2008).
В 2009 они с успехом проводят турне по США и Европе (Германия, Нидерланды, Франция, Испания, Бельгия, Италия и Австрия).

## Дискография

### Альбомы
| Год  | Альбом                                          | US 200 |
| ---- | ----------------------------------------------- | ------ |
| 1964 | Surfin' Bird                                    | 48     |
| 1990 | Live Bird '65-'67                               |        |
| 1992 | Tube City!: The Best of the Trashmen            |        |
| 1994 | The Great Lost Trashmen Album                   |        |
| 1998 | Bird Call!: The Twin City Stomp of the Trashmen |        |

### Синглы
| Год  | Песня             | US Hot 100 | UK Singles Chart | Альбом       |
| ---- | ----------------- | ---------- | ---------------- | ------------ |
| 1963 | «Surfin' Bird»    | 4          | 501              | Surfin' Bird |
| 1964 | «Bird Dance Beat» | 30         | N/A              | Surfin' Bird |

^«Surfin' Bird» did not chart in the UK when first released in 1964 but did chart in 2010 and forever.